# جورج أتوود
جورج أتوود (بالإنجليزية: George Atwood)‏ (و. 1745 – 1807 م) هو رياضياتي، ولاعب شطرنج، وفيزيائي، ومخترع من المملكة المتحدة لبريطانيا العظمى وإيرلندا . ولد في لندن.
وكان عضواً في الجمعية الملكية .
توفي في وستمنستر ، عن عمر يناهز 62 عاماً.

## التعليم
تعلم في كلية الثالوث، كامبريدج، ومدرسة وستمنستر

## جوائز
حصل على جوائز منها:
- وسام كوبلي (1796)
- زمالة الجمعية الملكية.

## روابط خارجية
- جورج أتوود على موقع مباريات الشطرنج (الإنجليزية)
- جورج أتوود على موقع 365Chess.com (الإنجليزية)